# Allium bolanderi
Allium bolanderi är en amaryllisväxtart som beskrevs av Sereno Watson. Allium bolanderi ingår i släktet lökar, och familjen amaryllisväxter.

## Underarter
Arten delas in i följande underarter:
- A. b. bolanderi
- A. b. mirabile